# Jotun (jogo eletrônico)
Jotun é um jogo eletrônico de ação e aventura desenvolvido e publicado pela Thunder Lotus Games. Foi lançado para Microsoft Windows, OS X e Linux no dia 29 de setembro de 2015; para Wii U no dia 8 de setembro de 2016; para PlayStation 4 e Xbox One no dia seguinte e para Nintendo Switch em 27 de abril de 2018. O jogo possuí arte feita a mão e gira em torno da mitologia nórdica e lendas Vikings.

## Enredo
A história segue Thora, uma Viking que acaba de morrer. Tendo sofrido uma morte indigna, ela deve viajar pelos nove reinos e derrotar Jotuns, gigantescos elementos da natureza, caos etc. Isso lhe permitirá impressionar os deuses e entrar em Valhala, o pálacio de Odin para onde vão os mortos em batalha (morte digna).

## Desenvolvimento e lançamento
O jogo, que usa um estilo de arte desenhado a mão quadro a quadro, foi anunciado primeiramente no PAX 2015, acompanhado de capturas de tela e um vídeo mostrando sua gameplay. O jogo teve um financiamento coletivo de sucesso através do Kickstarter, arrecadando 64 mil dólares de 2.299 apoiadores. Financiamento adicional veio através do Fundo Canadense de Mídia.
Em outubro de 2016, a Thunder Lotus Games juntou forças com a Subscription box e a IndieBox para criar um lançamento físico exclusivo de Jotun. Essa edição de colecionador limitada inclui um disco do jogo, trilha sonora original, instrução manual, uma chave na Steam e diversos colecionáveis customizados.

## Recepção
Jotun obteve uma classificação de 79/100 no Metacritic. O site Game Revolution classificou-o com uma nota 4.5 de 5, dizendo: "No fim, Jotun é uma experiência maravilhosa como só algumas considerações amargas". Attack of the Fanboy também classificou o jogo como 4.5/5, declarando que "a experiência pode ser curta, mas será uma que muitos jogadores lembraram como muito aconchegante assim que acabada". IGN atribui-lhe a nota de 8/10: "Jotun é uma jornada bom e impressionante pela mitologia nórdica e os imponentes chefes que habitam este rico e belo mundo". O GameSpot deu a mesma nota que o IGN, ponderando: "Eu quero ouvir Thora contar seu conto novamente. Qualquer boa história na hora de dormir faz você querer ouvi-la de novo logo após ela acaba".

## Jotun e a Mitologia Nórdica
Os Jotun são gigantes de gelo ou da terra de gelo, e são personagens muito presentes nas histórias e lendas da antiga cultura Nórdica. Assim como os gigantes de gelo, o jogo nos apresenta diferentes deuses que nos fornecem atributos ligados aos seus poderes, também somos introduzidos a alguns conceitos da cultura no período Viking, como o mito da criação e as concepções de vida após a morte, Valhalla, nosso objetivo final. 
Os historiadores, Rodrigo Tonon Bergantini, Alex Giacomin Rebonato e Rogério Costa dos Reis (2012), escreveram um artigo apresentando as concepções de vida após a morte na era Viking, bem como os deuses mais citados em relatos históricos e poemas ligados à morte. Duas são as principais divindades mencionadas Odin, deus pai da batalha, senhor das hostes, deus dos enforcados, responsável por escolher os grandes guerreiros para serem levados a Valhalla; e Freia, deusa do amor, fertilidade e magia, também responsável por coletar os mortos em batalha, contudo os poemas e canções indicam sua preferência ou restrição por mulheres e crianças.
A morte é parte fundamental da cultura no período Viking, ela está presente durante toda vida de um indivíduo. O próprio mito da criação Viking começa com a morte de Ymir, o gigante primordial, que foi morto e seu corpo usado para construir o mundo pelas mãos de Odin e seus dois irmãos, Vili e Vê. Os guerreiros e guerreiras viviam sua vida com a esperança de uma morte gloriosa, onde seriam levados por Valquírias para o salão dourado de Odin, em Valhalla. Valhalla é o destino mais desejado para o pós-morte, mas não o único. Existem outros salões, habitados por diferentes deuses, que abrigam os mortos conforme a forma em que deixaram a vida. Como Hel, local de dor e sofrimento, daqueles que morreram por doenças ou velhice. A semelhança com a palavra Hell (inferno em inglês), não é coincidência, ambos os locais estão ligados a dor e sofrimento após a morte, a diferença é que os antigos Nórdicos não possuíam a concepção cristã de pecado, sendo Hel a consequência da sua morte, não da sua vida.
Em Jotun: Valhalla Edition, encontramos uma grande pedra com nomes gravados nela, envoltos por uma serpente que se movimenta a dar nós em seu corpo. Os nomes apresentados nesta pedra são descritos como “aqueles que caíram contra o clã Lotus”, apresentando o objetivo de homenagear, lembrar e informar aqueles que passam por ela, da morte dessas pessoas. 
Os mortos e os vivos possuem uma ligação mantida através do culto aos ancestrais, e essa ligação ficou gravada em diversas pedras rúnicas, como descrito pelo arqueólogo Leandro Vilar Oliveira (2022) em um artigo sobre os monumentos aos mortos. Nele, foram analisadas mais de 3.000 pedras com gravações rúnicas, erguidas na Escandinávia, Inglaterra, Rússia e Suíça (com 85% dos monumentos) com datação entre os séculos V e XII. O autor infere que as pedras rúnicas podem ter surgido através da influência de comerciantes romanos e suas estelas funerárias, entre os séculos I e V.  Os alfabetos rúnicos são dois, o Antigo Futhark (com 24 letras usado do século V ao X) e o Novo Futhark (com 16 letras, variações gráficas e fonéticas, usado do século X ao XII). A partir do século XI, passou-se a utilizar iconografias associadas às runas, junto ao corpo padrão do texto presente nas pedras.
Oliveira (2022) se dedicou, ainda, à análise das iconografias presentes nas pedras rúnicas da Suíça e notou que existia um padrão nas informações gravadas e nos locais que os monumentos eram dispostos. As informações gravadas são breves, contendo o nome do falecido, a depender de sua posição social, o nome de seus pais, a causa da morte, o nome de quem está prestando a homenagem e em alguns casos pedidos de proteção para os deuses Nórdicos e em algumas ocorrências para Deus, Jesus, Maria ou outros santos. As iconografias mais frequentes são os nós e as serpentes, sendo consideradas símbolos apotropaicos, ou seja, capazes de afastar males, desgraças ou doenças. Os nós, também conhecidos como valknut (nó dos mortos) está associado a Odin e tem o poder de guiar os espíritos. A presença da serpente no contexto funerário nórdico é outra influência cristã de proteção, adicionada para substituir as gárgulas e dragões que ficam nas portas da igreja para proteger os mortos ou servir de guia espiritual. Para os Nórdicos as serpentes sempre foram símbolo de fartura, prosperidade, sorte e proteção contra ameaças quando usados como ornamentos ou em seus nomes, mas em seu cotidiano, as serpentes são animais perigosos que causam destruição e morte. Esse duplo significado levou Oliveira (2022) a considerar o Similia Similibus Cognoscitur (semelhante conhece semelhante) onde ocorre o isomorfismo, quando um significado é atribuído a outro sem necessariamente modificar seu significado original, variando em seu contexto. Dessa forma, as serpentes presentes nos monumentos aos mortos Nórdicos simboliza proteção e guia para os espíritos, assim como as gárgulas e dragões para os cristãos. O poder de guiar os mortos, atribuído aos objetos, pode apontar a razão para essas pedras estarem localizadas, em sua grande maioria, em estradas, áreas elevadas e terrenos de igrejas ou podem ser apenas locais estratégicos para os transeuntes serem informados do falecimento de alguém.